# (12775) Brackett
Pour les articles homonymes, voir Brackett.
(12775) Brackett est un astéroïde de la ceinture principale.

## Description
(12775) Brackett est un astéroïde de la ceinture principale. Il fut découvert le 12 août 1994 à La Silla par Eric Walter Elst. Il présente une orbite caractérisée par un demi-grand axe de 2,65 UA, une excentricité de 0,24 et une inclinaison de 3,7° par rapport à l'écliptique.

## Compléments